# بلامين إيلييف
بلامين إيلييف (بالبلغارية: Пламен Илиев) هو لاعب كرة قدم بلغاري في مركز حراسة المرمى، ولد في 30 نوفمبر 1991 في بوتفغراد في بلغاريا. شارك مع منتخب بلغاريا تحت 21 سنة لكرة القدم ومنتخب بلغاريا لكرة القدم. أما مع النوادي، فقد لعب مع دينامو بوخارست ولودوغورتس رازغراد وليفسكي صوفيا ونادي أسترا جورجو ونادي بوتوشاني.

## وصلات خارجية
- بلامين إيلييف على موقع الاتحاد الدولي (مؤرشف)  (الإنجليزية)
- بلامين إيلييف على موقع الاتحاد الأوربي (الإنجليزية)
- بلامين إيلييف على موقع قاعدة بيانات كرة القدم.إي يو (الإنجليزية)
- بلامين إيلييف على موقع بيانات كرة القدم. دي إي (الألمانية)
- بلامين إيلييف على موقع ناشيونال فوتبول تيمز (الإنجليزية)
- بلامين إيلييف على موقع Soccerbase.com (لاعب) (الإنجليزية)
- بلامين إيلييف على موقع Soccerway.com (الإنجليزية)
- بلامين إيلييف على موقع عالم كرة القدم.نت (الإنجليزية)